# Polymixia
Polymixia – rodzaj ryb wąsatkokształtnych z rodziny wąsatkowatych (Polymixiidae).

## Klasyfikacja
Gatunki zaliczane do tego rodzaju:
- Polymixia berndti
- Polymixia busakhini
- Polymixia fusca
- Polymixia japonica
- Polymixia longispina
- Polymixia lowei – wąsatka karaibska[3]
- Polymixia nobilis – wąsatka szlachetna[4]
- Polymixia salagomeziensis
- Polymixia sazonovi
- Polymixia yuri

Gatunkiem typowym jest Polymixia nobilis.